# Ambroa (Irijoa)
Ambroa (llamada oficialmente San Tiso de Ambroa) es una parroquia del municipio de Irijoa, en la provincia de La Coruña, Galicia, España.

## Entidades de población
Entidades de población que forman parte de la parroquia:
- Airoa (A Airoa)
- A Cruz
- Fuente Ambroa (A Fonte de Ambroa)
- Graña (A Graña)
- Laméstrega (A Laméstrega)
- Moreira (A Moreira)
- Corredoiras (As Corredoiras)
- Cendá
- Escañoy (Escañoi)
- Lambre
- Cal de San Mamed (O Cal de Samede)
- Casal do Mouro (O Casal do Mouro)
- Lapido (O Lapido)
- Sacramento (O Sacramento)
- Chaos (Os Chaos)
- Edreiros (Os Odreiros)
- Villar da Viña (O Vilar da Viña)
- Samed (Samede)
- Tiúlfe
- Valmarín
- Vilarciá
- O Rego Seco

## Demografía
| Gráfica de evolución demográfica de Ambroa entre 2000 y 2023 |
|                                                              |
| Población de derecho según el padrón municipal del INE       |